# Список генералов МВД Республики Беларусь (с 1992)
Список высшего начальствующего состава МВД Республики Беларусь содержит фамилии генерал-майоров милиции, генерал-лейтенантов милиции, получивших первичное звание Генерал-майор милиции в период с 1991 по 2022 год.

## Список
| Аголец, Валентин Степанович        | род. 1950   | 26.10.1993 | 08.02.1999 | —          |
| Апанасевич, Виталий Иванович       | 1943-2016   | 23.03.1999 | —          | —          |
| Астрейко, Александр Вячеславович   | род. 1971   | 29.06.2018 | —          | —          |
| Балейко, Федор Федорович           | род. 1964   | 05.07.2010 | —          | —          |
| Барсуков, Александр Петрович       | род. 1965   | 08.02.2013 | 29.10.2020 | —          |
| Бачила, Владимир Владимирович      | род. 1960   | 20.06.2013 | —          | —          |
| Белошевский, Анатолий Алексеевич   | род. 1947   | 26.03.1995 | —          | —          |
| Босалыго, Виктор Анисимович        | род. 1949   | 04.03.1997 | —          | —          |
| Бурмистров, Игорь Павлович         | род. 1968   | 02.07.2019 | —          | —          |
| Васильев, Александр Павлович       | род. 1975   | 02.07.2019 | —          | —          |
| Гайдукевич, Валерий Владимирович   | род. 1953   | 02.06.1994 | —          | —          |
| Глуховский, Леонид Викторович      | род. 1961   | 18.09.2001 | —          | —          |
| Городенко, Валерий Степанович      | род. 1947   | 22.02.2001 | —          | —          |
| Гриб, Мечислав Иванович            | род. 1938   | —          | 29.04.1992 | —          |
| Гриб, Михаил Вячеславович          | род. 1980   | 30.10.2020 | —          | —          |
| Гудей, Федор Павлович              | род. 1938   | 29.04.1992 | —          | —          |
| Гуреев, Сергей Викторович          | род. 1960   | 23.02.2007 | —          | —          |
| Данько, Владимир Антонович         | 1941 — 2018 | —          | 28.02.1994 | —          |
| Дорошко, Сергей Иванович           | род. 1972   | 28.06.2016 | —          | —          |
| Дубовец, Виктор Анатольевич        | род. 1963   | 18.02.2015 | —          | —          |
| Евсеев, Игорь Владимирович         | род. 1968   | 20.06.2013 | —          | —          |
| Евстафьев, Вячеслав Витальевич     | род. 1964   | 20.02.2008 | —          | —          |
| Егоров, Владимир Демьянович        | 1939-2016   | —          | —          | 19.07.1993 |
| Еремкин, Валерий Федорович         | род. 1960   | 22.02.2006 | —          | —          |
| Жадобин, Юрий Викторович           | род. 1955   | 23.02.2000 | 02.06.2009 | —          |
| Жибуртович, Виктор Валентинович    | род. 1961   | 23.02.2007 | —          | —          |
| Захаренко, Юрий Николаевич         | 1952 — 1999 | 05.08.1994 | —          | —          |
| Караев, Юрий Хаджимуратович        | род. 1966   | 20.02.2014 | 29.10.2020 | —          |
| Казакевич, Геннадий Аркадьевич     | род. 1975   | 01.03.2021 | —          | —          |
| Канцеров, Фарид Масхутович         | род. 1949   | 09.10.1995 | —          | —          |
| Карпенков, Николай Николаевич      | род. 1968   | 01.03.2021 | —          | —          |
| Карпович, Иван Иосифович           | род. ?      | 29.02.1992 | —          | —          |
| Кобрусев, Александр Аркадьевич     | род. 1972   | 30.06.2014 | —          | —          |
| Ковальчук, Александр Александрович | род. 1972   | 04.03.2017 | —          | —          |
| Козлов, Валерий Михайлович         | род. 1947   | 20.12.1993 | —          | —          |
| Кошеленко, Владислав Васильевич    | 1945-1997   | 04.03.1997 | —          | —          |
| Коновалов, Александр Михайлович    | род. 1967   | 20.02.2008 | —          | —          |
| Кубраков, Иван Владимирович        | род. 1975   | 29.06.2018 | 30.10.2020 | —          |
| Кулешов, Анатолий Нилович          | род. 1959   | 09.06.2003 | 22.02.2011 | —          |
| Лазебник, Виктор Михайлович        | род. 1937   | 20.09.1993 | —          | —          |
| Лапатик, Николай Иванович          | 1946 — 2021 | 04.03.1997 | —          | —          |
| Ласута, Федор Данилович            | род. ?      | 21.12.1992 | —          | —          |
| Любимов, Андрей Юрьевич            | род. 1986   | 21.06.2022 | —          | —          |
| Маткин, Олег Владимирович          | род. ?      | 05.07.2017 | —          | —          |
| Миронов, Максим Александрович      | род. 1979   | 23.02.2018 | —          | —          |
| Михневич, Валентин Владимирович    | род. 1966   | 21.02.2012 | —          | —          |
| Мельченко, Николай Александрович   | род. 1966   | 08.02.2013 | —          | —          |
| Наумов, Владимир Владимирович      | род. 1956   | 25.02.2000 | 04.05.2005 | —          |
| Назаренко, Юрий Геннадьевич        | род. 1976   | 18.06.2020 | —          | —          |
| Найденко, Александр Тихонович      | род. 1967   | 19.02.2010 | —          | —          |
| Полищук, Валерий Николаевич        | род. 1963   | 02.07.2011 | —          | —          |
| Подгурский, Иван Николаевич        | род. 1965   | 04.03.2017 | —          | —          |
| Платонов, Константин Михайлович    | род. 1940   | —          | 08.07.1994 | —          |
| Радюкевич, Юрий Демьянович         | род. 1953   | 25.05.1999 | —          | —          |
| Рак, Александр Иванович            | род. 1948   | 22.02.2001 | —          | —          |
| Рухлядев, Сергей Игоревич          | род. 1946   | 23.05.1994 | —          | —          |
| Савичев, Владимир Николаевич       | род. 1936   | —          | 19.07.1993 | —          |
| Савчиц, Иван Александрович         | род. 1963   | 04.07.2010 | —          | —          |
| Сенько, Виктор Сергеевич           | род. 1965   | 18.02.2015 | —          | —          |
| Сергей, Иван Степанович            | 1953 — 2016 | 09.06.2003 | —          | —          |
| Сиваков, Юрий Леонидович           | род. 1946   | 07.05.1996 | 08.02.1999 | —          |
| Синявский, Вадим Иванович          | род. 1970   | 04.03.2017 | —          | —          |
| Сычевский, Владимир Васильевич     | род. 1959   | 02.07.2011 | —          | —          |
| Тарабрин, Юрий Васильевич          | род. 1942   | 08.07.1994 | —          | —          |
| Тарлецкий, Борис Казимирович       | род. 1949   | 07.05.1996 | —          | —          |
| Удовиков, Михаил Дмитриевич        | род. 1950   | 23.03.1999 | —          | —          |
| Фармагей, Леонид Константинович    | род. 1962   | 23.02.2009 | —          | —          |
| Филистович, Виктор Леонидович      | род. ?      | 29.06.2005 | —          | —          |
| Хоменко, Сергей Николаевич         | род. 1966   | 30.06.2014 | —          | —          |
| Хоцько, Геннадий Евгеньевич        | род. 1957   | 20.02.2008 | —          | —          |
| Чванкин, Аркадий Аркадьевич        | род. 1948   | 23.01.1997 | —          | —          |
| Чергинец, Николай Иванович         | род. 1937   | —          | 19.07.1993 | —          |
| Шафаренко, Владимир Николаевич     | род. 1951   | 04.05.2005 | —          | —          |
| Шепелев, Александр Святославович   | род. 1975   | 21.02.2022 | —          | —          |
| Шуневич, Игорь Анатольевич         | род. 1967   | 22.06.2012 | 07.05.2015 | —          |
| Щербаченя, Игорь Владимирович      | род. 1976   | 21.02.2020 | —          | —          |
| Щурко, Александр Семенович         | род. 1957   | 18.09.2001 | —          | —          |
| Юркин, Иван Захарович              | род. 1949   | 07.05.1996 | —          | —          |